# Elecciones regionales de Amazonas de 2014
Las elecciones regionales de Amazonas de 2014 se llevaron a cabo el 5 de octubre de 2014 para elegir al presidente regional, al vicepresidente regional y al Consejo Regional para el periodo 2015-2018. La elección se celebró simultáneamente con elecciones regionales y municipales (provinciales y distritales) en todo el Perú.
La elección nuevamente mostró el predominio de los movimientos independientes en el panorama regional. La coalición Juntos por Amazonas, ganadora de las anteriores elecciones, se disolvió antes de las votaciones. Solo dos partidos políticos nacionales, Alianza para el Progreso y el Frente Amplio, participaron en los comicios y obtuvieron un resultado marginal. El candidato del movimiento independiente Sentimiento Amazonense Regional, Gilmer Horna Corrales, fue electo como presidente regional de Amazonas. Su resultado sigue siendo el mayor número de votos conseguidos por un candidato en primera vuelta en la historia del departamento.
En las elecciones al Consejo Regional, Sentimiento Amazonense Regional resultó también como el movimiento más votado y ganó en casi todas las provincias de Amazonas salvo en Condorcanqui, donde tuvieron que repetirse los comicios. Esta amplia victoria le permitió conseguir una supermayoría de 7 escaños (sobre un total de 9), prácticamente desplazando a todas las otras fuerzas políticas del departamento. El Movimiento Independiente Surge Amazonas perdió 2 curules y la Unidad y Democracia de Amazonas consiguió mantener un representante. Por primera vez en la historia, ningún partido político nacional consiguió representantes.

## Sistema electoral
El Gobierno Regional de Amazonas es el órgano administrativo y de gobierno del departamento de Amazonas. Está compuesto por el presidente regional, el vicepresidente regional y el Consejo Regional.
La votación se realiza en base al sufragio universal, que comprende a todos los ciudadanos nacionales mayores de dieciocho años, empadronados y residentes en el departamento de Amazonas y en pleno goce de sus derechos políticos.
El presidente y vicepresidente regional son elegidos por sufragio directo. Para que un candidato sea proclamado ganador debe obtener no menos de 30 % de votos válidos. En caso ningún candidato logre ese porcentaje en la primera vuelta electoral, los dos candidatos más votados participan en una segunda vuelta o balotaje.
El Consejo Regional de Amazonas está compuesto por 9 consejeros elegidos por sufragio directo para un período de cuatro (4) años. Cada provincia del departamento de Amazonas constituye una circunscripción electoral. La votación es por lista cerrada y bloqueada. Se asigna a la lista ganadora los escaños según el método d'Hondt. La distribución y el número de consejeros regionales es la siguiente:
| Circunscripción                                              | Escaños | Mapa |
| ------------------------------------------------------------ | ------- | ---- |
| Bagua y Condorcanqui                                         | 2       |      |
| Bongará, Chachapoyas, Luya, Rodríguez de Mendoza y Utcubamba | 1       |      |

## Composición del Consejo Regional de Amazonas
La siguiente tabla muestra la composición del Consejo Regional de Amazonas antes de las elecciones.
| Partidos | Partidos                                | Consejeros |
| -------- | --------------------------------------- | ---------- |
|          | Alianza Electoral Juntos por Amazonas   | 3          |
|          | Movimiento Independiente Surge Amazonas | 3          |
|          | Movimiento Regional Fuerza Amazonense   | 2          |
|          | Unidad y Democracia de Amazonas         | 1          |

## Partidos y candidatos
A continuación se muestra una lista de los principales partidos y alianzas electorales que participaron en las elecciones:
| Candidatura | Candidatura | Partidos y alianzas | Candidatos | Candidatos                | Ideología                                                          | Resultado previo | Resultado previo | Ref.  |
| Candidatura | Candidatura | Partidos y alianzas | Candidatos | Candidatos                | Ideología                                                          | Votos (%)        | Con.             | Ref.  |
| ----------- | ----------- | --- | ---------- | ------------------------- | ------------------------------------------------------------------ | ---------------- | ---------------- | ----- |
|             | SA          | Lista - Movimiento Independiente Surge Amazonas (SA) |            | Carlos Ruiz Paredes       | Regionalismo amazonense                                            | 18.55%           | 3                | [ 2 ] |
|             | FA          | Lista - Movimiento Regional Fuerza Amazonense (FA) |            | Oscar Altamirano Quispe   | Regionalismo amazonense                                            | 15.23%           | 2                | [ 2 ] |
|             | MORAUAC     | Lista - Movimiento Regional Amazonense Unidos al Campo (MORAUAC) |            | Jorge Mera Alarcón        | Regionalismo amazonense                                            | 12.52%           | 0                | [ 2 ] |
|             | UDA         | Lista - Unidad y Democracia de Amazonas (UDA) |            | Emigdio Arteaga Álvarez   | Regionalismo amazonense                                            | 10.52%           | 1                | [ 2 ] |
|             | TSA         | Lista - Todos Somos Amazonas (TSA) – Movimiento de Integración Regional Amazónico (MIRA) – Movimiento Político Regional Energía Comunal Amazónica (ECA) – Amemos Amazonas (AA) – Amazonas Siglo 21 (AS21) |            | Rudecindo Vega Carreazo   | Regionalismo amazonense                                            | 4.75%            | 0                | [ 2 ] |
|             | APP         | Lista - Alianza para el Progreso (APP) |            | Juan Tafur Tafur          | Liberalismo económico Conservadurismo liberal Populismo de derecha | Nuevo            | Nuevo            | [ 2 ] |
|             | FA          | Lista - Frente Amplio (FA) |            | Santos Esparza Villalobos | Socialismo Ecologismo Descentralización                            | Nuevo            | Nuevo            | [ 2 ] |
|             | M           | Lista - Obras por Amazonas (M) |            | José Maslucán Culqui      | Regionalismo amazonense                                            | Nuevo            | Nuevo            | [ 2 ] |
|             | GH          | Lista - Sentimiento Amazonense Regional (GH) |            | Gilmer Horna Corrales     | Regionalismo amazonense                                            | Nuevo            | Nuevo            | [ 2 ] |

## Sondeos de opinión
Las siguientes tablas enumeran las estimaciones de la intención de voto en orden cronológico inverso, mostrando las más recientes primero y utilizando las fechas en las que se realizó el trabajo de campo de la encuesta. Cuando se desconocen las fechas del trabajo de campo, se proporciona la fecha de publicación.
Leyenda:
     Sondeo realizado en el periodo de prohibición legal de la difusión de sondeos de intención de voto.

### Intención de voto
La siguiente tabla enumera las estimaciones ponderadas (sin incluir votos en blanco y nulos) de la intención de voto.
| Encuestadora/Medio                    | Fecha          | Muestra | Gilmer Horna | Oscar Altamir. | Carlos Ruiz | Jorge Mera | José Maslucán | Rudecin. Vega | Dif. |  |  |  |  |
| ------------------------------------- | -------------- | ------- | ------------ | -------------- | ----------- | ---------- | ------------- | ------------- | ---- |  |  |  |  |
| Encuestadora/Medio                    | Fecha          | Muestra |              |                |             |            |               |               |      |  |  |  |  |
| Elecciones regionales de 2014         | 5 oct 2014     | —       | 33.0         | 14.7           | 12.9        | 12.0       | 9.4           | 8.6           | 18.3 |  |  |  |  |
|                                       |                |         |              |                |             |            |               |               |      |  |  |  |  |
| Ipsos Perú/América                    | 5 oct 2014     | ?       | 33.0         | –              | –           | –          | –             | –             | ?    |  |  |  |  |
| Datum Internacional/Frecuencia Latina | 5 oct 2014     | ?       | 33.3         | 15.4           | 15.0        | 13.3       | –             | –             | 17.9 |  |  |  |  |
| Ipsos Perú/América                    | 5 oct 2014     | ?       | 36.0         | 14.1           | –           | –          | –             | 16.6          | 19.4 |  |  |  |  |
| Datum Internacional/Frecuencia Latina | 5 oct 2014     | ?       | 37.6         | –              | 14.4        | 12.1       | –             | –             | 23.2 |  |  |  |  |
| Radio Activa                          | 5 oct 2014     | ?       | 32.3         | 12.8           | 14.5        | –          | –             | –             | 17.8 |  |  |  |  |
| Inversiones MNVIEL                    | 22–26 jul 2014 | 544     | 22.3         | 20.4           | 11.6        | 4.2        | 8.4           | 25.3          | 3.0  |  |  |  |  |
| Klambp/TV Norte                       | 10–11 abr 2014 | 600     | 28.8         | 41.9           | 11.3        | 3.9        | 7.0           | –             | 13.1 |  |  |  |  |

### Preferencias de voto
La siguiente tabla enumera las preferencias de voto en bruto (incluyendo blancos, viciados y sin respuesta) y no ponderadas.
| Encuestadora/Medio            | Fecha          | Muestra | Gilmer Horna | Oscar Altamir. | Carlos Ruiz | Jorge Mera | José Maslucán | Rudecin. Vega | B/V  | NS/NO | Dif. |  |  |  |
| ----------------------------- | -------------- | ------- | ------------ | -------------- | ----------- | ---------- | ------------- | ------------- | ---- | ----- | ---- |  |  |  |
| Encuestadora/Medio            | Fecha          | Muestra |              |                |             |            |               |               |      |       |      |  |  |  |
| Elecciones regionales de 2014 | 5 oct 2014     | —       | 25.5         | 11.3           | 10.0        | 9.2        | 7.3           | 6.6           | 22.8 | –     | 14.2 |  |  |  |
|                               |                |         |              |                |             |            |               |               |      |       |      |  |  |  |
| Inversiones MNVIEL            | 22–26 jul 2014 | 544     | 16.5         | 15.1           | 8.6         | 3.1        | 6.2           | 18.7          | 4.0  | 22.0  | 2.2  |  |  |  |
| Klambp/TV Norte               | 10–11 abr 2014 | 600     | 25.8         | 37.5           | 10.1        | 3.5        | 6.3           | –             | –    | 10.4  | 11.7 |  |  |  |

## Resultados

### Gobierno Regional de Amazonas
|                      | Gilmer Horna Corrales     | Sentimiento Amazonense Regional (GH)                     | 53,831  | 33.03 |  |  |  |
|                      | Oscar Altamirano Quispe   | Movimiento Regional Fuerza Amazonense (FA)               | 23,903  | 14.65 |  |  |  |
|                      | Carlos Ruiz Paredes       | Movimiento Independiente Surge Amazonas (SA)             | 21,091  | 12.93 |  |  |  |
|                      | Jorge Mera Alarcón        | Movimiento Regional Amazonense Unidos al Campo (MORAUAC) | 19,491  | 11.95 |  |  |  |
|                      | José Maslucán Culqui      | Obras por Amazonas (M)                                   | 15,359  | 9.42  |  |  |  |
|                      | Rudecindo Vega Carreazo   | Todos Somos Amazonas (TSA)                               | 13,984  | 8.57  |  |  |  |
|                      | Emigdio Arteaga Álvarez   | Unidad y Democracia de Amazonas (UDA)                    | 9,419   | 5.77  |  |  |  |
|                      | Juan Tafur Tafur          | Alianza para el Progreso (APP)                           | 5,177   | 3.17  |  |  |  |
|                      | Santos Esparza Villalobos | Frente Amplio (FA)                                       | 855     | 0.52  |  |  |  |
|                      |                           |                                                          |         |       |  |  |  |
| Total                | Total                     | Total                                                    | 163,110 |       |  |  |  |
|                      |                           |                                                          |         |       |  |  |  |
| Votos válidos        | Votos válidos             | Votos válidos                                            | 163,110 | 77.24 |  |  |  |
| Votos en blanco      | Votos en blanco           | Votos en blanco                                          | 15,454  | 7.32  |  |  |  |
| Votos nulos          | Votos nulos               | Votos nulos                                              | 32,611  | 15.44 |  |  |  |
| Votos emitidos       | Votos emitidos            | Votos emitidos                                           | 211,175 | 80.65 |  |  |  |
| Abstenciones         | Abstenciones              | Abstenciones                                             | 50,681  | 19.35 |  |  |  |
| Votantes registrados | Votantes registrados      | Votantes registrados                                     | 261,856 |       |  |  |  |
|                      |                           |                                                          |         |       |  |  |  |
| Fuente:              |                           |                                                          |         |       |  |  |  |

### Consejo Regional de Amazonas

#### Sumario general
| |                                                          |              |              |              |         |         |
| Partidos y coaliciones                                                                               | Partidos y coaliciones                                   | Voto popular | Voto popular | Voto popular | Escaños | Escaños |
| Partidos y coaliciones                                                                               | Partidos y coaliciones                                   | Votos        | %            | ±pp          | Total   | +/−     |
| | Sentimiento Amazonense Regional (GH)                     | 46,948       | 29.93        | Nuevo        | 7       | +7      |
| | Movimiento Regional Fuerza Amazonense (FA)               | 24,624       | 15.70        | –2.04        | 0       | –2      |
| | Movimiento Regional Amazonense Unidos al Campo (MORAUAC) | 20,495       | 13.07        | –2.47        | 0       | ±0      |
| | Movimiento Independiente Surge Amazonas (SA)             | 20,275       | 12.93        | –6.10        | 1       | –2      |
| | Obras por Amazonas (M)                                   | 16,036       | 10.22        | Nuevo        | 0       | ±0      |
| | Todos Somos Amazonas (TSA)1                              | 12,111       | 7.72         | +1.86        | 0       | ±0      |
| | Unidad y Democracia de Amazonas (UDA)                    | 10,550       | 6.73         | +1.39        | 1       | ±0      |
| | Alianza para el Progreso (APP)                           | 5,807        | 3.70         | Nuevo        | 0       | ±0      |
| |                                                          |              |              |              |         |         |
| Total                                                                                                | Total                                                    | 156,846      |              |              | 9       | ±0      |
| |                                                          |              |              |              |         |         |
| Votos válidos                                                                                        | Votos válidos                                            | 156,846      | 78.54        | +5.49        |         |         |
| Votos en blanco                                                                                      | Votos en blanco                                          | 23,602       | 11.82        | –8.56        |         |         |
| Votos nulos                                                                                          | Votos nulos                                              | 19,256       | 9.64         | +3.07        |         |         |
| Votos emitidos                                                                                       | Votos emitidos                                           | 199,704      | 76.26        | –5.01        |         |         |
| Abstenciones                                                                                         | Abstenciones                                             | 62,152       | 23.74        | +5.01        |         |         |
| Votantes registrados                                                                                 | Votantes registrados                                     | 261,856      |              |              |         |         |
| |                                                          |              |              |              |         |         |
| Fuente:                                                                                              |                                                          |              |              |              |         |         |
| Notas al pie: 1 Comparado con los resultados de Movimiento de Integración Regional Amazónico (MIRA). |                                                          |              |              |              |         |         |
| Notas al pie:                                                                                        |                                                          |              |              |              |         |         |
| 1 Comparado con los resultados de Movimiento de Integración Regional Amazónico (MIRA).               |                                                          |              |              |              |         |         |

#### Resultados por provincia
| Provincia            | GH    | GH   | FA   | FA   | MORAUAC | MORAUAC | SA   | SA   | M    | M   | TSA  | TSA | UDA  | UDA  | APP  | APP |   |
| Provincia            | %     | E    | %    | E    | %       | E       | %    | E    | %    | E   | %    | E   | %    | E    | %    | E   |   |
| -------------------- | ----- | ---- | ---- | ---- | ------- | ------- | ---- | ---- | ---- | --- | ---- | --- | ---- | ---- | ---- | --- | - |
| Provincia            | Bagua | 27.7 | 1    | 10.9 | –       | 10.8    | –    | 16.4 | –    | 4.0 | –    | 6.9 | –    | 16.6 | 1    | 6.7 | – |
| Bongará              | 33.3  | 1    | 15.9 | –    | 13.2    | –       | 3.4  | –    | 30.4 | –   | 2.4  | –   | 1.3  | –    |      |     |   |
| Chachapoyas          | 31.1  | 1    | 27.3 | –    | 11.6    | –       | 10.7 | –    | 7.5  | –   | 4.2  | –   | 3.3  | –    | 4.3  | –   |   |
| Condorcanqui         | 23.4  | 1    | 7.5  | –    | 9.9     | –       | 24.3 | 1    | 0.8  | –   | 2.1  | –   | 20.6 | –    | 11.4 | –   |   |
| Luya                 | 29.1  | 1    | 15.4 | –    | 6.6     | –       | 7.3  | –    | 24.0 | –   | 13.1 | –   | 2.5  | –    | 1.9  | –   |   |
| Rodríguez de Mendoza | 33.7  | 1    | 26.3 | –    | 12.5    | –       | 3.4  | –    | 16.1 | –   | 3.1  | –   | 1.3  | –    | 3.6  | –   |   |
| Utcubamba            | 30.9  | 1    | 11.9 | –    | 19.9    | –       | 17.3 | –    | 4.0  | –   | 12.3 | –   | 2.7  | –    | 1.0  | –   |   |
| Total                | 29.9  | 7    | 15.7 | –    | 13.1    | –       | 12.9 | 1    | 10.2 | –   | 7.7  | –   | 6.7  | 1    | 3.7  | –   |   |

### Autoridades electas
| Cargo                                                     | Autoridad electa | Autoridad electa          | Partido político | Partido político                        |
| --------------------------------------------------------- | ---------------- | ------------------------- | ---------------- | --------------------------------------- |
| Presidente Regional de Amazonas                           |                  | Gilmer Horna Corrales     |                  | Sentimiento Amazonense Regional         |
| Vicepresidente Regional de Amazonas                       |                  | Carlos Navas del Águila   |                  | Sentimiento Amazonense Regional         |
| Consejera Regional de Amazonas (por Bagua)                |                  | Luis Cerdán Abanto        |                  | Sentimiento Amazonense Regional         |
| Consejero Regional de Amazonas (por Bagua)                |                  | Milagritos Zurita Mejía   |                  | Unidad y Democracia de Amazonas         |
| Consejero Regional de Amazonas (por Bongará)              |                  | Carlos Ventura Arista     |                  | Sentimiento Amazonense Regional         |
| Consejera Regional de Amazonas (por Chachapoyas)          |                  | Francisco Gonzales Chumbe |                  | Sentimiento Amazonense Regional         |
| Consejera Regional de Amazonas (por Condorcanqui)         |                  | Fanny Paico Gabriel       |                  | Movimiento Independiente Surge Amazonas |
| Consejero Regional de Amazonas (por Condorcanqui)         |                  | Clelia Jima Chamiquit     |                  | Sentimiento Amazonense Regional         |
| Consejero Regional de Amazonas (por Luya)                 |                  | Segundo Horna Mori        |                  | Sentimiento Amazonense Regional         |
| Consejera Regional de Amazonas (por Rodríguez de Mendoza) |                  | Maily Tafur Zuta          |                  | Sentimiento Amazonense Regional         |
| Consejero Regional de Amazonas (por Utcubamba)            |                  | Diógenes Celis Jiménez    |                  | Sentimiento Amazonense Regional         |